# 1931
Évszázadok: 19. század – 20. század – 21. század
Évtizedek: 1880-as évek – 1890-es évek – 1900-as évek – 1910-es évek – 1920-as évek – 1930-as évek – 1940-es évek – 1950-es évek – 1960-as évek – 1970-es évek – 1980-as évek
Évek: 1926 – 1927 – 1928 – 1929 –  1930 – 1931 – 1932 – 1933 – 1934 – 1935 – 1936

## Események

### Január
- január 5. – A magyar titkosrendőrség elfogja Révai József (politikus) baloldali írót és politikust, az egykori Vörös Újság alapító főszerkesztőjét, mert kommunista szervezkedés vádjával gyanúsítja.
- január 7. – Zágrábban bombamerényletet követnek, egy raktár ellen. Rövid időn belül ez a harmadik támadás.
- január 15. – Olasz repülőraj szeli át sikeresen az óceánt, megérkezik Rio de Janeiróba
- január 17. – Joseph Goebbels a Frontharcosok Házában tartott beszédében meghirdeti a „Késhegyig menő harcot” a hatalomért.
- január 21. – Az Európai Bizottság utolsó ülésén 3 egyenként 11 tagú bizottság felállításáról döntött. Az első a leszerelés előkészítéséről, a második az európai agrárállamok termésfeleslegeinek elhelyezéséről, a harmadik a mezőgazdasági államok hitelkérdésével fog foglalkozni.
- január 22. – Francia kamara leszavazta a Steeg-kormányt, mert a gabonaár-stabilizációs törvény kiszivárogtatásával tőzsdei manipulációkra adott alkalmat.
- január 24. – Mahatma Gandhit és 30 társát Indiában kiengedik a börtönből.[1]
- január 25. – Bécsben aláírják az osztrák-magyar barátsági és választott bírósági szerződést.[2]
- január 27. – Pierre Laval miniszterelnökségével megalakul az új kormány Franciaországban.
- január 31. – I. Sándor jugoszláv király Zágrábba utazik, ahol felrobbantják a királyhű „Ifjú Jugoszláv” egyesület helyiségét.

### Február
- február 3. – Új-Zéland körzetét 7,9-es (Richter-skála) erősségű földrengés rázza meg. Sok település, egyebek közt Napier is megsemmisül.
- február 5.
  - A Duce ellen tervezett bombamerényletet hiúsítanak meg Olaszországban. Az anarchistát (Giru) letartóztatják.
  - A népjóléti minisztériumban lefolyt vizsgálat során 16 fegyelmi eljárást indítottak - számolt be a magyar parlamentben a vizsgálóbiztos.[3]
- február 10. – Új-Delhi lett India fővárosa
- február 14. – Spanyolországban lemond a Dámaso Berenguer vezette kormány.
- február 18. – Spanyolországban Juan Bautista Aznar Cabañas tengernagyot bízzák meg kormányalakítással.
- február 20. – Bécsben két volt albán csendőr sikertelen merényletet követ el I. Zogu albán király ellen.[4]
- február 24. – A magyar nagykövet tiltakozó jegyzéket ad át Jugoszlávia kormányának Belgrádban, a néhány nappal korábban lezajlott zágrábi magyar-ellenes tüntetések, és a magyar konzulátus ellen elkövetett bombamerénylet miatt.
- február 26. – Az olasz-francia flottatárgyalásokon közvetítő szerepet betöltő brit külügyminiszter Rómába érkezik.
- február 27. – Az olasz-francia flottatárgyalásokon Rómában elvi megegyezés születik.

### Március
- március 18. – A német kormány a német–osztrák vámunió mellett dönt.[5]
- március 19. - Legalizálják Nevada államban a szerencsejátékot.
- március 23.
  - Francia, olasz és csehszlovák tiltakozás a tervezett német–osztrák vámunió kapcsán, amely szerintük nemzetközi egyezményeket sért.
  - Indiában kivégzi a brit kormány a felszabadítási mozgalom  három vezetőjét (Bhagat Singh, Shivaram Rajguru, Sukhdev Thapar).
- március 27. – A Steinherz Rudolf-gyilkosság
- március 31. – Földrengés pusztít Közép-Amerikában, a nicaraguai főváros Managua körzetében. Közel 2000 halott.

### Április
- április 12. – A spanyol választásokat a köztársasági pártok döntő fölénnyel megnyerik
- április 14. – Spanyolországban megbukik a monarchia, Madridban kikiáltják a Második Spanyol Köztársaságot és Niceto Alcalá-Zamora vezetésével megalakul az ideiglenes kormány. (XIII. Alfonz spanyol király elhagyja az országot, aki végül Olaszországban telepedik le.)[6]
- április 15. – Az Alfonz herceg cirkáló Marseille-be, száműzetésének első állomására szállítja a trónfosztott XIII. Alfonz királyt. (Nem mond le a trónról, egyszerűen csak átmenetileg felfüggeszti a tevékenységet.)[6]
- április 22. – Ausztria, Nagy-Britannia, Dánia, Németország, Olaszország, Svédország valamint az Egyesült Államok elismeri a Spanyol Köztársaságot.

### Május
- május 11.
  - A bécsi Creditanstalt bejelenti a csődöt – az európai pénzügyi válság kezdete.[7]
  - Jugoszláviában életbe lép a dinár stabilizációjáról szóló törvény. (Az állami deflációs politika kezdete.)[8]
- május 15. – XI. Piusz pápa kiadja a „Quadragesimo anno” kezdetű enciklikát.
- május 19. – Aláírják a magyar-olasz kereskedelmi szerződést.

### Június
- június 13. – Először rendezik meg a Szegedi Szabadtéri Játékokat.
- június 15. – Aláírják a szovjet-lengyel barátsági szerződést és kereskedelmi együttműködést.

### Július
- július 13.

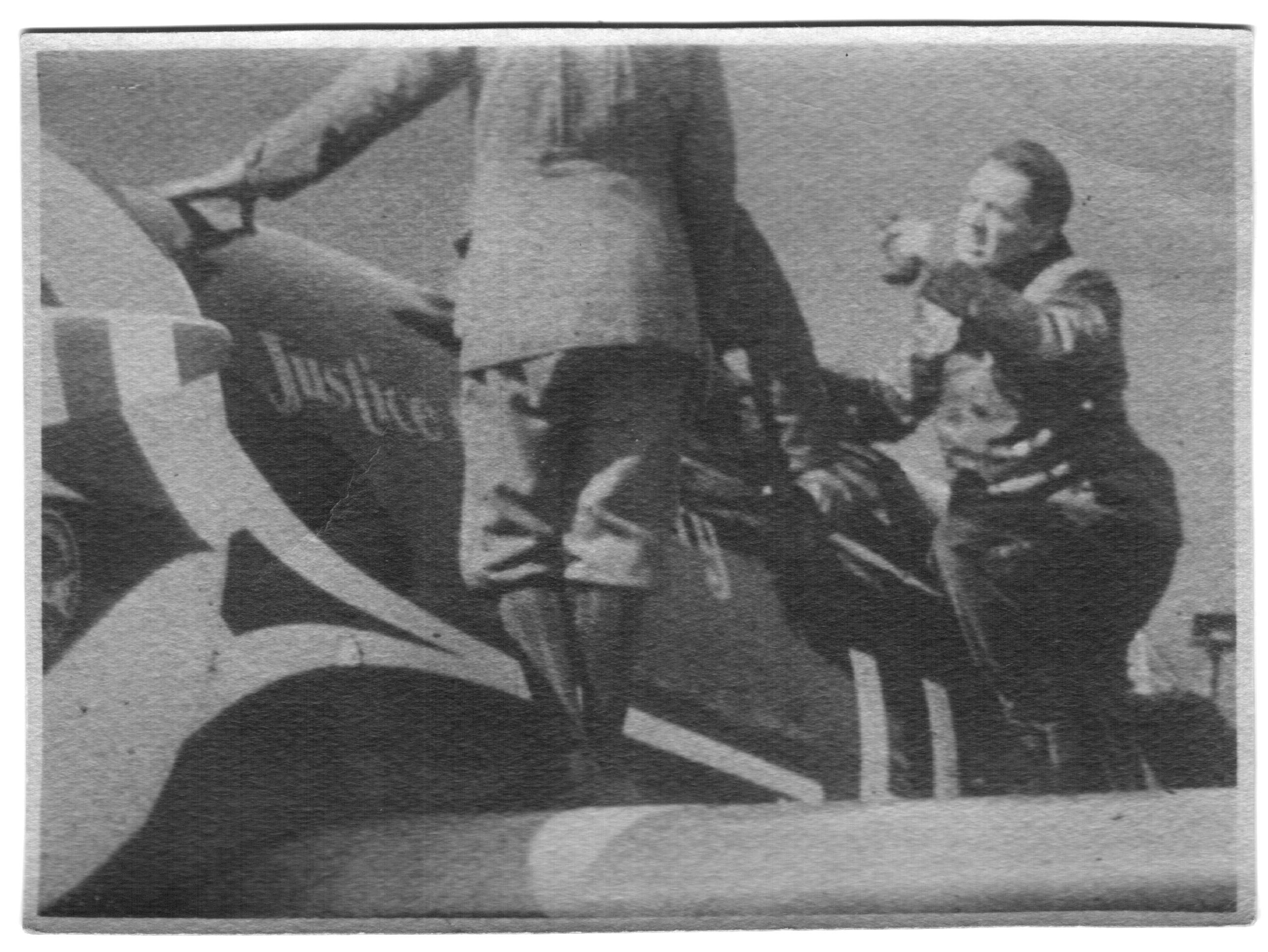
Endresz György átrepülte a Csendes-óceánt

  - Németországban a kormány bankzárlatot léptet életbe.[7]
  - Háromnapos bankzárlatot rendel el a magyar kormány. (Előbb július 23-áig, majd augusztus 14-éig korlátozták a betétkifizetéseket.)[7]
- július 15. – Endresz György és Magyar Sándor átrepüli a Csendes-óceánt.
- július 29. – A német kormány megállapodásra jut az angol, és amerikai bankok képviselőivel, akik nem mondják fel német kölcsöneiket.

### Augusztus
- augusztus 4. – Az Országgyűlés elfogadja azt a törvényt, amely alapján a pénzügyminiszter az államháztartás egyensúlyának garantálása érdekében a törvényhozás hatáskörébe tartozó rendeleteket hozhatott.[7]
- augusztus 19.
  - Francia kölcsön Magyarországnak, amely megmenti az összeomlástól az országot.
  - Lemond Bethlen István miniszterelnök és kormánya.[7]

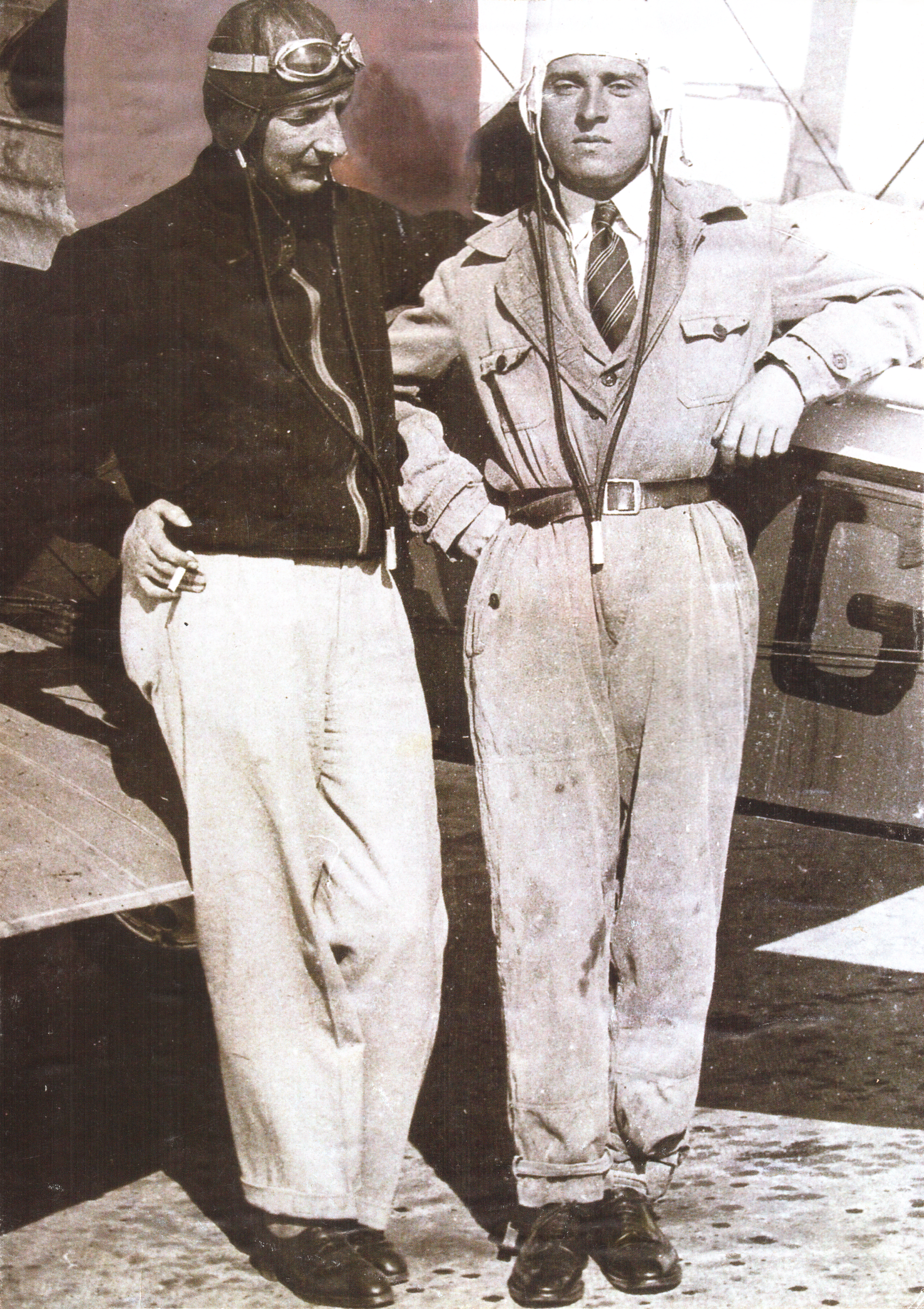
Almásy László és Zichy Nándor első felfedező útja repülőn - 1931. augusztus 21, Mátyásföld, Budapest

- augusztus 21. –  Almásy László és Zichy Nándor első felfedező útja repülőn - 1931. augusztus 21
- augusztus 24. – Horthy Miklós kormányzó Károlyi Gyula külügyminisztert nevezi ki miniszterelnökké.[7]
- augusztus 31. – A magyar kabinet elrendeli az állami alkalmazottak fizetésének csökkentését.[7]

### Szeptember
- szeptember 3. – A Jugoszláv Királyságban bevezetik az ún. oktrojált alkotmányt. (Kinyilvánítja ugyan a polgári jogokat, de tilos pártok szervezése területi és vallási alapon. Az országgyűlés kétkamarás, a szenátus felét a király nevezi ki. A választások nem tilosak.)[9]
- szeptember 13. – Robbantásos terrorcselekmény a biatorbágyi vasúti viaduktnál. (A cselekménnyel először a kommunistákat vádolják, ezért 19-én bevezetik a statáriumot, amely 1932. október 10-éig tart.)
- szeptember 18. – Japán csapatok megkezdik Mandzsúria elfoglalását.
- szeptember 29. – A magyar kormány kötelezővé teszi az ötezer pengőt meghaladó külföldi tartozások és követelések bejelentését a Nemzeti Banknál.[7]

### Október
- október 17. – A Szovjetunióban egy megjelent állásfoglalás értelmében teljesen megszüntetik a magán-kereskedelmet.

### November
- november 8.
  - Parlamenti választások a Jugoszláv Királyságban, amelyet az ellenzék bojkottál.[10]
  - Tomáš Masaryk csehszlovák elnök egymillió koronás ajándékából megalakul a Csehszlovákiai Magyar Tudományos, Irodalmi és Művészeti Társaság, közismert nevén a Masaryk Akadémia.[11]

### December
- december 5. – Sztálin miniszterelnökének rendeletére Moszkvában felrobbantották a Megváltó Krisztus-székesegyházat.
- december 22. – Magyarország érc- és devizakészleteinek kimerülése miatt a kormány megtiltja a külföldre szóló kifizetéseket.[12]

## Az év témái

### 1931 a filmművészetben
- február 14. – Bemutatják a Lugosi Béla által játszott Dracula filmet.
- szeptember 25. – Bemutatják az első magyar hangosfilmet (Kék bálvány;).[13]

### 1931 az irodalomban
- József Attila: Döntsd a tőkét, ne siránkozz
- Kuncz Aladár: Fekete kolostor
- Radnóti Miklós – Újmódi pásztorok éneke
- május – Károlyi Mihály befejezi a Tiétek a föld című röpiratát.[14]
- november 29., Debrecen: Az Ady Társaság előadói estje a Déri Múzeumban öt népi íróval (Illyés Gyula, Németh László, Erdélyi József, Szabó Lőrinc, Kodolányi János).

### 1931 a sportban
- Az Újpest nyeri az NB1-et. Ez a klub második bajnoki címe.

### 1931 a zenében
- Erdélyi táncok (Bartók) megírásának időpontja

## Születések
- január 5. – Alfred Brendel osztrák zongorista († 2025)
- január 5. – Robert Duvall Oscar-díjas amerikai színész
- január 6. – Ferenczi Imre magyar folklórkutató, a történettudományok (néprajz) kandidátusa († 1989)
- január 12. – Palásthy György Balázs Béla-díjas magyar filmrendező († 2012)
- január 14. – Caterina Valente olasz táncosnő, énekesnő, színésznő († 2024)
- január 17. – James Earl Jones Oscar-díjas amerikai színész († 2024)
- január 19. – Schubert Éva Kossuth-díjas magyar színésznő († 2017)
- január 24. – Kötél Zsuzsanna Jedlik Ányos-díjas magyar mezőgazdasági mérnök, növénynemesítő († 2020)
- január 29. – Mádl Ferenc magyar jogász, politikus, köztársasági elnök († 2011)
- február 5. – Juhász Bertalan magyar építőmérnök († 2001)
- február 8. – James Dean amerikai filmszínész († 1955)
- február 14. – Csurgai Lajos magyar vegyészmérnök, gazdasági mérnök, nehézipari miniszterhelyettes (1977–1980) († 2007)
- február 17. – Kondor Béla, kétszeres Munkácsy-díjas magyar festőművész, grafikus († 1972)
- február 18. – Toni Morrison irodalmi Nobel-díjas amerikai író, szerkesztő és egyetemi tanár († 2019)
- február 21. – Huzsvár László a Nagybecskereki egyházmegye első püspöke († 2016)
- február 24. – Dominic Chianese olasz származású amerikai színész, énekes, zenész
- március 2. – Mihail Gorbacsov SZKP-főtitkár,  a Szovjetunió egykori elnöke († 2022)
- március 20. – Avar István Kossuth-díjas magyar színművész, a nemzet színésze († 2014)
- március 22. – William Shatner amerikai színész
- március 26. – Leonard Nimoy amerikai színész († 2015)
- március 27. – Novák Ferenc Kossuth-díjas magyar koreográfus, rendező, etnográfus, a nemzet művésze († 2024)
- március 30. – Szokolay Sándor, Kossuth-díjas magyar zeneszerző († 2013)
- április 2. – Hevesi István, olimpiai bajnok vízilabdázó († 2018)
- április 2. – Alexandru T. Balaban román kémikus, matematikus, az MTA tagja
- április 4. – Hacser Józsa kétszeres Jászai Mari-díjas magyar színésznő († 2014)
- április 19. – Ember Mária, magyar író, újságíró, műkritikus († 2001)
- április 23. – Petro Vasziljovics Balabujev ukrán repülőmérnök, repülőgép-tervező († 2007)
- április 27. – Igor Davidovics Ojsztrah, orosz hegedűművész († 2021)
- április 29. – Hédervári Péter, geológus, amatőrcsillagász, író, újságíró († 1984)
- május 1. – Jánky Béla költő, műfordító, ifjúsági szerző, közíró, szerkesztő († 2009)
- május 4. – Balla Demeter Kossuth-díjas magyar fotográfus, a nemzet művésze († 2017)
- május 8. – Hofer Miklós, magyar építész († 2011)
- május 10. – Szurcsik János, magyar festőművész
- május 10. – Ettore Scola, olasz filmrendező és forgatókönyvíró († 2016)
- május 14. – Huszárik Zoltán, magyar filmrendező, grafikus († 1981)
- május 21. – Géczy Dorottya Jászai Mari-díjas magyar színésznő († 2023)
- május 29. – Hoffmann Tamás magyar etnográfus, muzeológus († 2007)
- június 3. – Raúl Castro, kubai katonatiszt, politikus
- június 14. – Abody Béla, magyar író († 1990)
- június 16. – Eörsi István, magyar író († 2005)
- június 17. – Szabó János újságíró, lapszerkesztő, főszerkesztő
- június 24. – Bárány Árpád, olimpiai bajnok magyar vívó
- június 27. – Martinus Veltman Nobel-díjas holland fizikus († 2021)
- július 9. – Krencsey Marianne, magyar színművésznő († 2016)
- július 10. – Alice Munro irodalmi Nobel-díjas kanadai író  († 2024)
- július 14. – Boross László magyar biokémikus, egyetemi tanár († 2012)
- július 16. – Toró Tibor romániai magyar fizikus, az MTA tagja († 2010)
- július 22. – Guido de Marco máltai jogász, politikus, köztársasági elnök († 2010)
- augusztus 17. – Ruha István hegedűművész († 2004)
- augusztus 20. - Gyevát Gyula ökölvívó († 2001)
- augusztus 26. – Markovits Kálmán kétszeres olimpiai bajnok magyar vízilabdázó († 2009)
- szeptember 9. – Latinovits Zoltán Kossuth-díjas magyar színész († 1976)
- szeptember 12.
  - Ian Holm angol színész († 2020)
  - Silvia Pinal mexikói színésznő († 2024)
- szeptember 17. – Anne Bancroft Oscar-díjas amerikai színésznő († 2005)
- szeptember 21. – Larry Hagman amerikai színész (Dallas) († 2012)
- szeptember 25. – O’sváth György közgazdász, jogász, politikus († 2017)
- október 1. – Lovas István magyar magfizikus, részecskefizikus, a Debreceni Egyetem nyugalmazott tanára, akadémikus († 2014)
- október 7. – Desmond Tutu, Béke-Nobel-díjas dél-afrikai egyházfi († 2021)
- október 19. – John le Carré angol író, a kémregény-irodalom egyik legismertebb alakja († 2020)
- október 22. – Ecser Károly, Európa-bajnok magyar súlyemelő († 2005)
- október 26. – Szakonyi Károly, Kossuth-díjas magyar író, drámaíró, a nemzet művésze
- november 3. – Monica Vitti olasz színésznő († 2022)
- november 17. – Andrásfalvy Bertalan, Széchenyi-díjas magyar etnográfus
- november 26. – Adolfo Pérez Esquivel, Nobel-békedíjas argentin építész, szobrász, polgárjogi harcos
- december 4. – Herhoff György magyar géplakatos, az 1956-os forradalom békásmegyeri hősi halottja. († 1956)
- december 5. – Zimányi József magyar fizikus, akadémikus születése († 2006)
- december 5. – Galambos Erzsi Kossuth-díjas magyar színművésznő († 2023)
- december 12. – Kratochwill Mimi magyar művészettörténész († 2024)
- december 18. – Gyurkovics Tibor Kossuth-díjas magyar költő, író († 2008)
- december 28. – Gáll István Kossuth-díjas magyar író († 1982)
- december 28. – Guy Debord(wd) francia marxista teoretikus, író, filmrendező († 1994)
- december 31. – Giorgio Ardisson, olasz színész († 2014)

## Halálozások
- január 3. – Joseph Joffre francia tábornok, akadémikus (* 1852)
- január 13. – Kandó Kálmán tervezőmérnök (* 1869)
- február 13. – Bassa Iván magyarországi szlovén író, politikai vezető (* 1875)
- március 2. – Klupathy Jenő fizikus, az MTA tagja, a gyakorlati fizika kiemelkedő alakja(* 1861)
- március 5. – Horváth Ödön költő, író, irodalomtörténész, a Magyar Tudományos Akadémia tagja (* 1854)
- március 7. – Akseli Gallen-Kallela finn festőművész, építész, iparművész (* 1865)
- március 21. – Zygmunt Puławski lengyel mérnök, repülőgéptervező (* 1901)
- június 19. – Börtsök Samu festőművész (* 1881)
- július 5. – Geisler Eta illegális kommunista agitátor (* 1913)
- július 27. – Auguste-Henri Forel svájci pszichiáter, elmegyógyász, entomológus (* 1848)
- szeptember 13. – Morvay Alajos magyar mozdonyvezető, a biatorbágyi merénylet egyik halálos áldozata
- szeptember 21. – Hegedűs Gyula színész (* 1870)
- szeptember 24. - Lenhardt János, hegedű- és hárfa-készítő hangszerész (* 1880)
- október 12. – Fasching Antal földmérő mérnök (* 1879).
- október 19. – Szentgyörgyi István színész, rendező (* 1842)
- december 5. – Komáromy András történész, levéltáros, az MTA tagja (* 1861)
- december 6. – Böckh Hugó geológus (* 1874)

## Nobel-díjasok
- A Nobel-díjat a svéd Alfred Nobel alapította, 1901 óta adják át, melyet a Svéd Királyi Tudományos Akadémia ítél oda a tudomány, az irodalom és humanitárius területen kimagasló eredményt elért magánszemélyeknek, illetve intézményeknek.

| Fizikai            | nem adták ki                        |
| Kémiai             | Carl Bosch, Friedrich Bergius       |
| Orvosi-fiziológiai | Otto Heinrich Warburg               |
| Irodalmi           | Erik Axel Karlfeldt                 |
| Béke               | Jane Addams, Nicholas Murray Butler |